# ФК Слобода Нови Град
Фудбалски клуб Слобода из Новог Града, Република Српска, је један од најстаријих клубова на просторима Балканa. Основан је још давне 1910. године. Своје утакмице, овај клуб игра на стадиону Млакве у Новом Граду.

## Историја
Од оснивања Фудбалског савеза Републике Српске клуб се такмичио у Првој лиги Републике Српске све до сезоне 2015/16 кад је испао у Другу Лигу Републике Српске. Најбољи успех су остварили у сезони 1999/00 кад су били на другом месту у Првој лиги Републике Српске и у финалу купа Републике Српске (гдје су изгубили од Козаре из Градишке са 1:0). Од сезоне 2020/21 Слобода је поново учесник Прве лиге Републике Српске.

## Пласман
Лига и позиција на табели
Прва лига Републике Српске у фудбалу 2000/01. 2
Прва лига Републике Српске у фудбалу 2001/02. 13
Прва лига Републике Српске у фудбалу 2002/03.  4
Прва лига Републике Српске у фудбалу 2003/04. 12
Прва лига Републике Српске у фудбалу 2004/05. 12
Прва лига Републике Српске у фудбалу 2005/06. 12
Прва лига Републике Српске у фудбалу 2006/07. 8
Прва лига Републике Српске у фудбалу 2007/08. 4
Прва лига Републике Српске у фудбалу 2008/09. 11
Прва лига Републике Српске у фудбалу 2009/10. 8
Прва лига Републике Српске у фудбалу 2010/11. 8
Прва лига Републике Српске у фудбалу 2011/12. 12
Прва лига Републике Српске у фудбалу 2012/13. 7
Прва лига Републике Српске у фудбалу 2013/14. 7
Прва лига Републике Српске у фудбалу 2014/15. 7
Прва лига Републике Српске у фудбалу 2015/16. 8
Друга лига Републике Српске у фудбалу 2016/17. 12
Друга лига Републике Српске у фудбалу 2017/18. 6
Друга лига Републике Српске у фудбалу 2018/19. 11
Друга лига Републике Српске у фудбалу 2019/20. 14
Прва лига Републике Српске у фудбалу 2020/21. Почиње августа 2020. године